# Урі Бронфенбреннер
Урі́ Бронфенбре́ннер (англ. Urie Bronfenbrenner; 29 квітня 1917 — 25 вересня 2005) — американський психолог російського походження, один із найцитованіших дослідників дитячого розвитку XX століття.

## Ранні роки та освіта
Народився в Москві в родині єврейських лікарів — патолога Олександра Бронфенбреннера та Євгенії Каменецької. 1923 року сім’я емігрувала до США, спершу до Пітсбурга, а пізніше в сільську місцевість штату Нью-Йорк.
- **1938** — бакалавр психології та музики, Корнелльський університет.[3]
- **1940** — магістр педагогіки, Гарвардський університет.
- **1942** — PhD з девелопментальної психології, Мічиганський університет.[4]

## Військова служба та початок кар’єри
Наступного дня після захисту дисертації вступив до армії США; під час Другої світової війни служив військовим психологом. Після війни очолював психологічну службу Програми з реабілітації ветеранів і викладав у Мічиганському університеті (1946–1948).

## Корнелльський університет
У 1948 році перейшов до Коледж людської екології Корнелла, де пропрацював до кінця життя, очоливши відділ досліджень дитини й сім’ї. Опублікував понад 300 статей і 14 книжок; 1992 року став Jacob Gould Schurman Professor Emeritus.

## Теорія екологічних систем
Бронфенбреннер визначав традиційну девелопментальну психологію як «науку про дивну поведінку дітей у дивних ситуаціях із дивними дорослими». Щоб подолати цей розрив, він запропонував модель п’яти систем: мікро-, мезо-, екзо-, макро- та хроносистеми. У 2000-х додав біологічний аспект, утворивши біоекологічну модель.

## Участь у створенні Head Start
1964 року в Конгресі США він акцентував: «боротьба з бідністю має починатися з підтримки дітей». На його рекомендаціях 1965 року запрацювала програма «Head Start» з освітнім, сімейно-орієнтованим та медичним компонентами.

## Вплив на освіту та соціальну політику
Модель Бронфенбреннера була безпосередньо використана у створенні американської федеральної програми Head Start (1965), орієнтованої на підтримку дітей із малозабезпечених сімей. Бронфенбреннер особисто брав участь у розробці концепції (див. Fox, M. (2005). Urie Bronfenbrenner, 88, an Authority on Child Development, The New York Times)
Його підхід до розвитку через багаторівневу систему було впроваджено в політиках UNESCO та OECD, зокрема в рекомендаціях щодо дошкільної освіти (див. Woodhead, M. (2006). Changing Perspectives on Early Childhood, UNESCO).
У Британії та Скандинавських країнах принципи біоекологічного підходу використовуються в програмах early intervention та community-based parenting support, наприклад, у практиках Sure Start (UK) та Barnas Hus (Norway). У дослідженнях Helen Penn (2011) (Understanding Early Childhood) розкрито, як ці політики ґрунтуються на ідеї взаємозв’язку мікро- й макросередовищ у розвитку дитини.
Найбільш конкретний вплив Бронфенбреннера на політику простежується у програмі Head Start, заснованій 1965 року в США. Завдяки його участі, програма включила не лише освітній, а й сімейно-орієнтований та соціальний компоненти — візити додому, консультації для батьків, підтримку здоров’я тощо.
У Великій Британії ідеї Бронфенбреннера вплинули на Sure Start Programme, яку започаткували в 1999 році для покращення добробуту дітей у бідних районах. Соціальні дослідники, такі як Helen Penn, відзначають, що ця програма базується на «екосистемному баченні дитинства».

## Вплив і спадщина
Урі Бронфенбреннер докорінно змінив парадигму вивчення розвитку дитини. Його підхід до людини як до істоти, «зануреної» в багаторівневий соціальний контекст, започаткував хвилю міждисциплінарних досліджень. Соціолог Melvin Konner зазначав, що внесок Бронфенбреннера полягав у «переосмисленні відносин між біологією та культурою» у розвитку особистості (див. Ceci, S. J. (2006). Urie Bronfenbrenner (1917–2005), American Psychologist, 61(2), 173–174).
Його модель активно використовується у дослідженнях дитячої партисипації, наприклад, у працях Allison James та Alan Prout (Constructing and Reconstructing Childhood, 2015), які адаптували біоекологічний підхід до аналізу включення дітей у міське планування, освіту та соціальні ініціативи.

## Відзнаки
Бронфенбреннер залишив глибокий слід у науці — його роботи були цитовані в понад 100 тисячах академічних публікацій. За життя він отримав престижні відзнаки, зокрема премію Anisfield-Wolf (1980) за книгу The Ecology of Human Development.
Після його смерті Американська психологічна асоціація заснувала Bronfenbrenner Award — нагороду за життєвий внесок у розвиткову психологію. Його донька Kate Bronfenbrenner, відома соціологиня праці, продовжила його наукову спадщину у сфері трудової політики й прав працівників.

## Критична оцінка
Теорія Урі Бронфенбреннера, хоч і широко визнана, не уникла критики. Дослідники Tudge, Mokrova, Hatfield та Karnik (2009) у статті Uses and Misuses of Bronfenbrenner’s Bioecological Theory звертають увагу на часте поверхове використання моделі в академічних публікаціях, де вона згадується лише як фонова рамка без глибокого аналітичного застосування. Вони також вказують на відсутність чіткої методології для вимірювання взаємодії між рівнями екосистеми.
Феміністські авторки, як-от Valerie Walkerdine, піддають сумніву універсальність моделі, наголошуючи на неврахуванні гендерних та класових нерівностей в освітньому контексті.
Проте навіть критики визнають інтегративну силу моделі. У роботі Rosa & Tudge (2013) автори детально описують еволюцію теорії від екологічної до біоекологічної, відзначаючи її здатність адаптуватися до сучасних викликів, зокрема глобалізації та цифровізації.

## Нагороди
- 1980 — Anisfield-Wolf Award за The Ecology of Human Development.[21]
- 1993 — James McKeen Cattell Fellow Award.[22]
- 2004 — Bronfenbrenner Award APA.[23]

## Вибрані праці
- Two Worlds of Childhood: U.S. and U.S.S.R. — Simon & Schuster, 1970.
- Influencing Human Development — Holt, Rinehart & Winston, 1973.
- The Ecology of Human Development — Harvard University Press, 1979.
- The State of Americans — Free Press, 1996.
- Making Human Beings Human — Sage, 2005.